# 이용식의 울산시대

## 프로그램 소개
이용식의 울산시대는 울산의 이야기는 울산사람이 해야 한다는 고정관념을 과감히 깨뜨리고 외부인의 눈에 비친 모습을 통해 새로운 울산을 
열어가기 위한 방법을 때로는 재미있게, 때로는 심도 있게 풀어나가는 프로그램이다.

## 코너
- 한 주간의 뉴스를 순위로 정리하는 <랭킹 뉴스>
- 울산 한 바퀴
- 화제의 인물을 만나보는 <인물 초대석>
- 울산의 모든 크고 작은 이야기가 주제가 되는 <열린 토론>

## 방송시간
- 금요일 저녁 7:40 ~ 8:30분 KBS1

## 스텝
- 제작: KBS울산
- 기획: 이민호(울산방송국장)
- 프로듀서: 이지향
- 연출: 이석주
- 작가: 최영실, 최영은
- 진행: 개그맨 겸 방송인 이용식